# ۴۳ (قمری)
۴۳ (قمری)، چهل و سومین سال در گاهشماری هجری قمری است. اول محرم این سال برابر با هجدهم آوریل سال ۶۶۳ میلادی است.

## رویدادها
- شورش مستورد بن علفه خرجی علیه مغیره بن شعبه در کوفه